# Historia de Microsoft
La historia de Microsoft comienza el 4 de abril de 1975, cuando fue fundada por Bill Gates y Paul Allen en Albuquerque.  Sus mejores productos actuales en venta son el sistema operativo para computadoras Microsoft Windows y la suite Microsoft Office.
En sus inicios, en el año 1980, Microsoft formó con IBM una importante unión que permitió ligar el sistema operativo de Microsoft con los ordenadores de IBM, pagando a Microsoft los derechos de cada venta. En 1985, IBM solicitó a Microsoft que hiciera un nuevo sistema operativo para sus ordenadores llamado OS/2. Microsoft hizo el sistema operativo, pero continuó vendiendo su propia versión en directa competición con el OS/2. La versión de Microsoft eclipsó al OS/2 en términos de ventas. Cuando Microsoft lanzó sus versiones de Windows en los años 90, ya había captado el 90 % de la cuota de mercado de los ordenadores personales del mundo.
A fecha de 2007, Microsoft tiene un crédito anual de 51,12 millones de dólares y por lo menos 79 000 empleados en 102 países. Desarrolla, fabrica, licencia y apoya una amplia gama de productos de software y hardware para los dispositivos informáticos.

## 1975-1985: La fundación de Microsoft

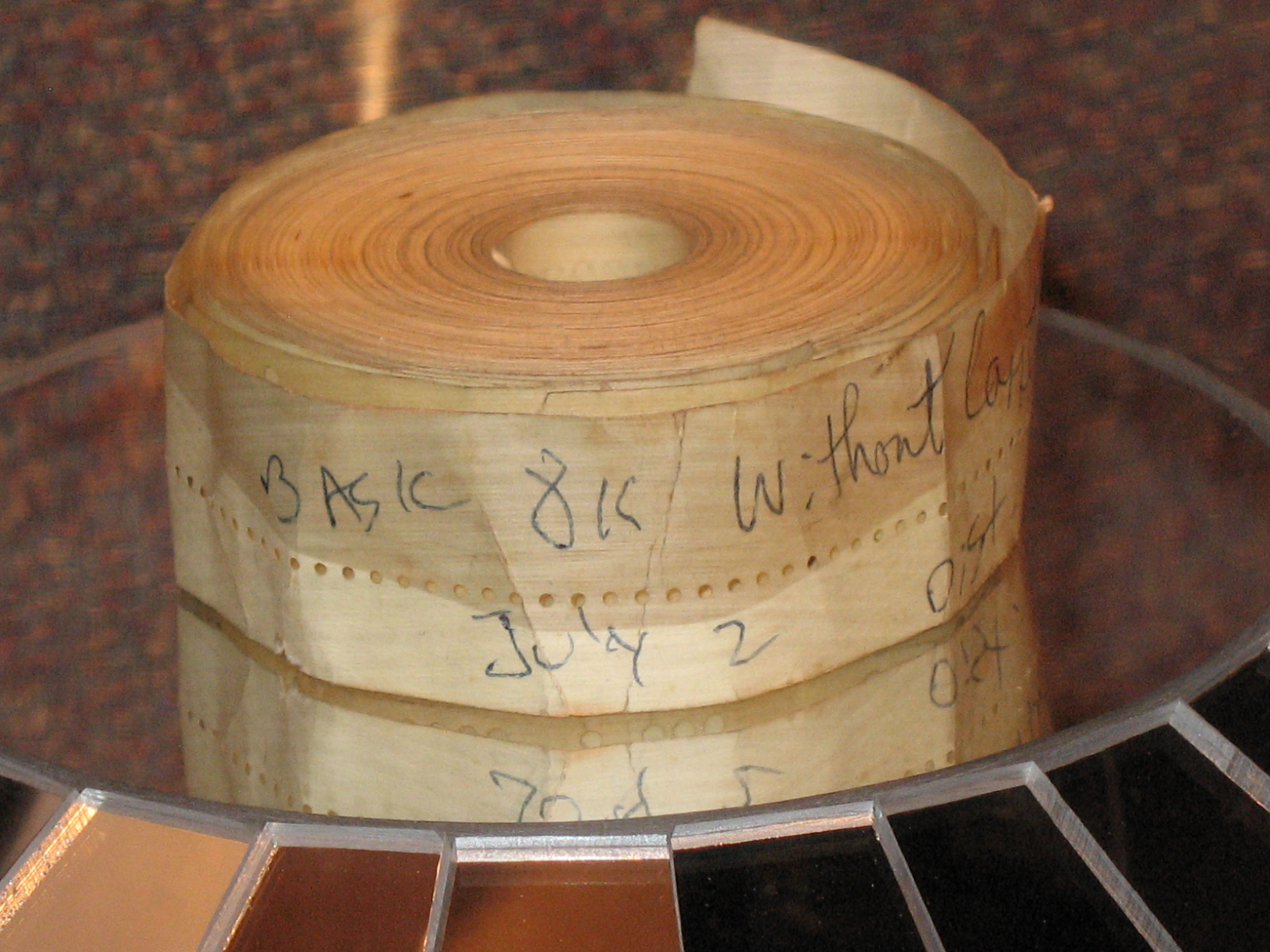
Altair 8K BASIC en cinta perforada.

Después de leer el 1 de enero de 1975, en la revista Popular Electronics, que la compañía MITS había creado el Altair 8800, Bill Gates llamó a los creadores del nuevo microordenador y ofreció demostrar la implementación del lenguaje de programación BASIC para el sistema. Después de desarrollarlo en las ocho semanas siguientes junto con Allen, el intérprete funcionó en la versión parcial del programa y MITS acordó distribuir Altair BASIC. Gates dejó la Universidad Harvard y se trasladó a Albuquerque, Nuevo México, donde se encontraba el MITS, y fundó Microsoft allí. El nombre Microsoft (una palabra combinada de microordenador y software) fue usado por primera vez en una carta de Gates a Allen el 29 de noviembre de 1975 y el 26 de noviembre de 1976 se convirtió en marca registrada. La primera oficina internacional de la compañía fue fundada el 1 de noviembre de 1978 en Japón, llamada ASCII Microsoft (ahora llamado Microsoft Japón). El 1 de enero de 1979 la compañía se trasladó de Albuquerque a Bellevue, Washington. Steve Ballmer inauguró la sede de la compañía el 11 de junio de 1980; este más adelante sustituiría a Gates como gerente. La compañía se reestructuró el 25 de junio de 1981 para convertirse en una compañía incorporada en el estado de Washington (de ahí cambió su nombre a “Microsoft Inc”). Como parte de la reestructuración, Bill Gates se convirtió en el presidente de la compañía y Paul Allen en vicepresidente ejecutivo.

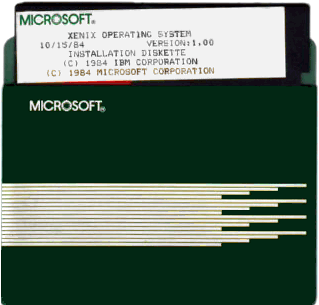
Disquete del primer sistema lanzado al público por Microsoft, Xenix.

El primer sistema operativo de la compañía que lanzó al público fue una variante de Unix en el año 80. Adquirido de AT&T a través de una licencia de distribución, Microsoft le apodó Xenix, y alquiló la empresa Santa Cruz Operation para adaptar su sistema operativo a importantes plataformas. En esta variante del Unix llegó la primera versión del procesador de textos de Microsoft, Microsoft Word. La aplicación originalmente llamada "Multi-Tool Word" llegó a hacer notable su eslogan de “lo que usted ve es lo que usted consigue”, o WYSIWYG. Word era también la primera aplicación con características tales como la capacidad de escribir el texto en negrilla. Fue lanzado primero en la primavera de 1983, y las copias libres de la demo fueron vendidas con la revista PC World, siendo el primer programa en ser distribuido en disco con una revista. Sin embargo, Xenix nunca fue vendido a los usuarios finales directamente aunque fue licenciado como muchos software OEM para la venta. Pero a mediados de los años ochenta Microsoft había salido del negocio del Unix enteramente.
DOS (Disk Operating System) fue el sistema operativo que trajo a la compañía su éxito verdadero. El 12 de agosto de 1981, después de negociaciones con Digital Research fallidas, IBM concedió un contrato a Microsoft para proporcionar una versión del sistema operativo CP/M, que fue elegido para ser utilizado en el próximo ordenador personal de IBM (PC). Para esta operación, Microsoft compró a CP/M una copia llamada 86-DOS de Tim Paterson de Seattle Computer Products por menos de 50 000 de dólares, la cual IBM rebautizó como PC-DOS. Debido al potencial peligro de infracción de copyright con CP/M, IBM puso CP/M y PC-DOS a $240 y $40, respectivamente, y así PC-DOS se convirtió en el estándar debido a su precio bajo. Alrededor de 1983, en colaboración con las compañías numerosas, Microsoft creó un sistema para el ordenador personal, MSX, que tuvo su propia versión del sistema operativo DOS, titulado MSX-DOS; esto llegó a ser relativamente popular en Japón, Europa y Sudamérica. Más adelante, el mercado se inundó de clones de PC IBM después de que Columbia Data Products reprodujera con éxito la BIOS de IBM, seguido rápidamente de Eagle Computer y Compaq. El trato con IBM permitió que Microsoft tuviera el control de su propio derivado de QDOS, MS-DOS, y con la comercialización agresiva del sistema operativo a los fabricantes de clones de IBM-PC Microsoft paso de pequeño vendedor a uno de los vendedores principales de software en la industria del ordenador personal. Con el lanzamiento del Microsoft Mouse el 2 de mayo de 1983, Microsoft continuó ampliando su línea de productos en otros mercados. Esta ampliación incluyó Microsoft Press, una división que publicaba libros, inaugurada el 11 de julio del mismo año, que debutó con dos títulos: “Explorando el ordenador personal de IBM PC” de Peter Norton, y “El libro del Apple Macintosh” de Cary Lu.

## 1985-1991: El auge y caída de OS/2

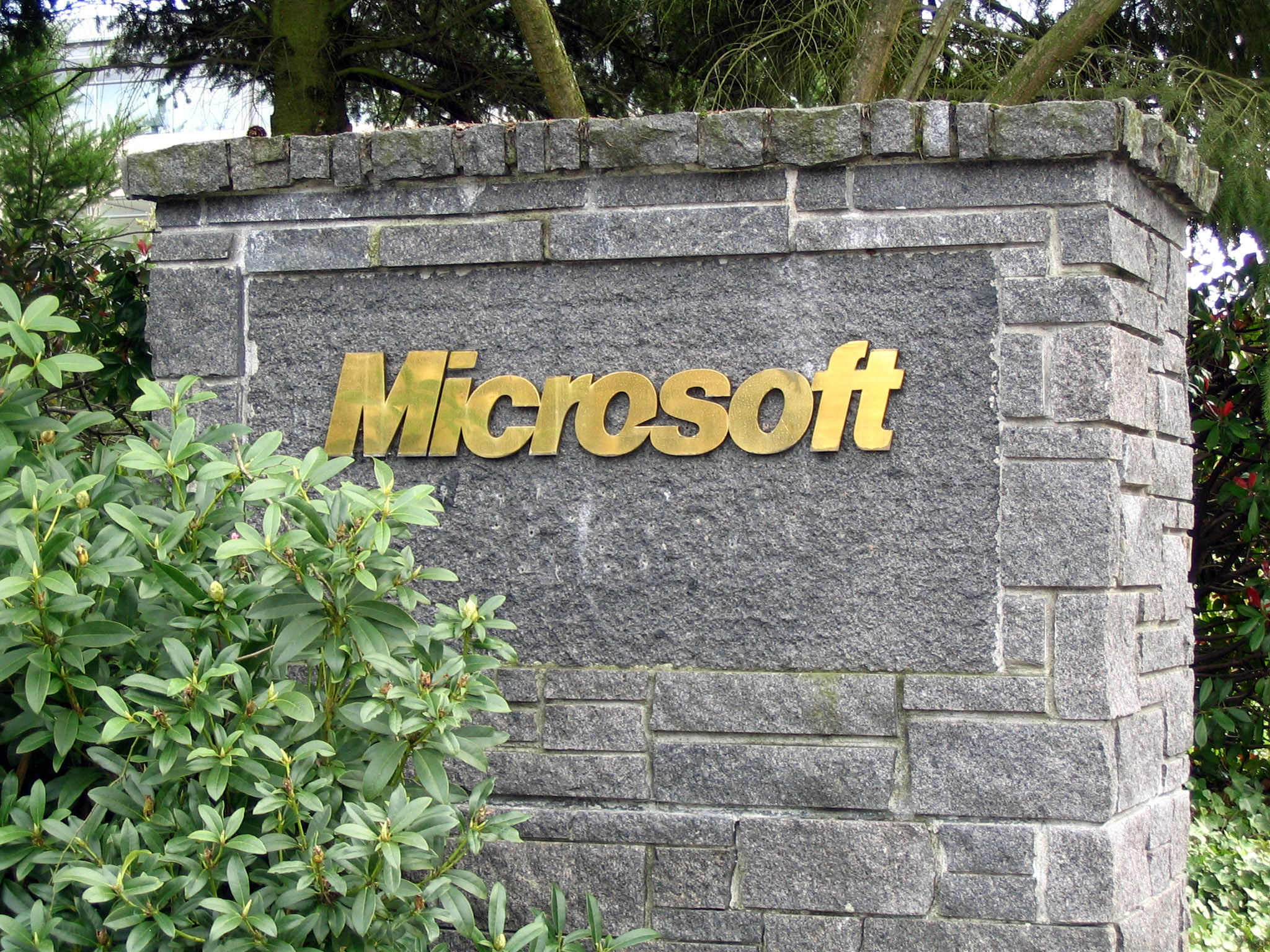
La foto muestra la entrada al campus corporativo de Microsoft. El campus Redmon de Microsoft incluye hoy más de 750.000 m² y 28 000 empleados.

Irlanda se convirtió en el primer lugar de producción internacional para Microsoft en 1985, y el 20 de noviembre Microsoft lanzó su primera versión final de microsoft Windows, originalmente una extensión gráfica de su sistema operativo MS-DOS. En agosto, Microsoft e IBM conjuntamente desarrollaron un sistema operativo diferente llamado OS/2. OS/2 fue comercializado en conexión con el nuevo hardware diseñado por IBM, el PS/2. El 16 de febrero de 1986, Microsoft se trasladó a Redmond, Washington. Alrededor de un mes después, el 13 de marzo, la compañía fue publicada con una oferta pública de venta, subiendo 61 millones a $21 por acción. Al finalizar el día bursátil, el precio había subido hasta los $28 por acción. Microsoft finalmente lanzó su primera versión de OS/2 con licencia de venta al público.
Mientras tanto, Microsoft empezó a introducir sus productos de ofimática más importantes. Microsoft Works, un programa ofimático integrado en el cual se integraban las funciones típicas de un procesador de textos, una hoja de cálculo, un sistema de base de datos y otras aplicaciones ofimáticas, se lanzó en su primera versión como una aplicación para el Apple Macintosh a finales de 1986. Microsoft Works llegaría a ser después con otros productos Microsoft incluidos Word y Microsoft Bookshelf una colección de referencia introducida en 1987 y que fue el primer producto de la compañía en CD. Después, el 8 de agosto de 1989, Microsoft lanzó uno de sus productos más importantes, Microsoft Office. Distinto a Microsoft Works, Microsoft Office fue una suite de productos ofimáticos separados, como Word, Excel y otros. 
Mientras Microsoft Word y Microsoft Office fueron desarrollados internamente, Microsoft continuó su reposicionamiento de productos con otras compañías, como SQL Server el 13 de junio de 1988, esta era un sistema administrador de bases de datos relacionales para compañías basado en una tecnología con licencia de Sybase.
El 22 de mayo de 1990, Microsoft lanzó Windows 3.0. La nueva versión del sistema operativo de Microsoft fue avalada por sus nuevos componentes como su ordenada interfaz gráfica GUI  y su mejorado modo de protección compatible con el procesador Intel 386, vendió unas 100 000 copias en dos semanas. Windows con el tiempo fue generando más ingresos para Microsoft que OS/2, y la compañía decidió mover sus recursos de OS/2 a Windows. En un memorándum interno de empleados del 16 de mayo de 1991, Bill Gates anunció que la asociación surgida con OS/2 había terminado, y que Microsoft de ahora en adelante debía concentrar sus esfuerzos en Windows y el Núcleo NT de Windows. Alguna gente, especialmente los desarrolladores que habían ignorado Windows y se habían concentrado en OS/2, se quedaron sorprendidos, acusando a Microsoft de engañarles. Esta conversión de OS/2 fue frecuentemente llamada en la industria "the head-fake" (gran farsante o falsificación). En los siguientes años, la popularidad de OS/2 cayó, y Windows poco a poco se convirtió en la plataforma para PC favorita. 1991 también estuvo marcado por la fundación de Microsoft Research, una organización de Microsoft para la investigación de materias científicas informáticas, y Visual Basic, un popular lenguaje de programación para compañías y particulares.

## 1992-1995: Dominio del mercado corporativo

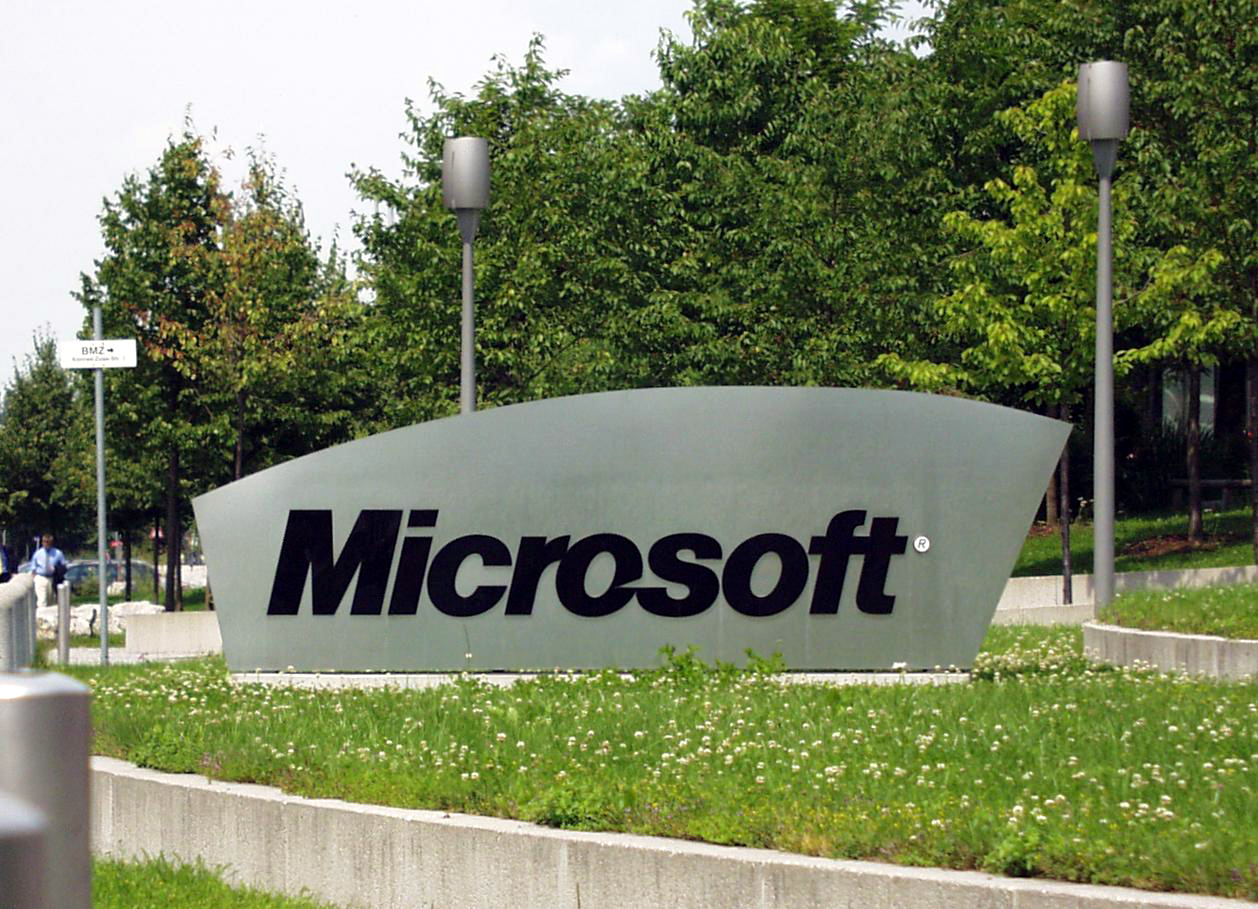
La entrada al campus de Microsoft en Alemania, Konrad-Zuse-Str. 1, Unterschleißheim, Alemania. Microsoft se ha convertido en una compañía internacional con sedes en muchos países.

Durante la transición de MS-DOS a Windows, el éxito de Microsoft Office permitió a la compañía ganar terreno a sus competidores de software, como WordPerfect y Lotus 1-2-3. Novell, propietario de WordPerfect, se temía que Microsoft usaba sus conocimientos de los núcleos de DOS y Windows y un indocumentado programa de interfaz para que Office llegara a ser mejor que sus competidores. Finalmente, Microsoft Office se convirtió en la suite dominante del mercado, con un mercado de acciones mucho más extenso que el de sus competidores. En marzo de 1992, Microsoft lanzó Windows 3.1 acompañado de la primera campaña promocional en TV; el sistema operativo vendió unas 3 millones de copias en sus dos primeros meses en el mercado. En octubre, Windows for Workgroups 3.1 fue lanzado con capacidad integrada para redes como peer-to-peer y posibilidad de compartir impresora. En noviembre, Microsoft lanzó su primera versión de su popular programa de base de datos, Microsoft Access.

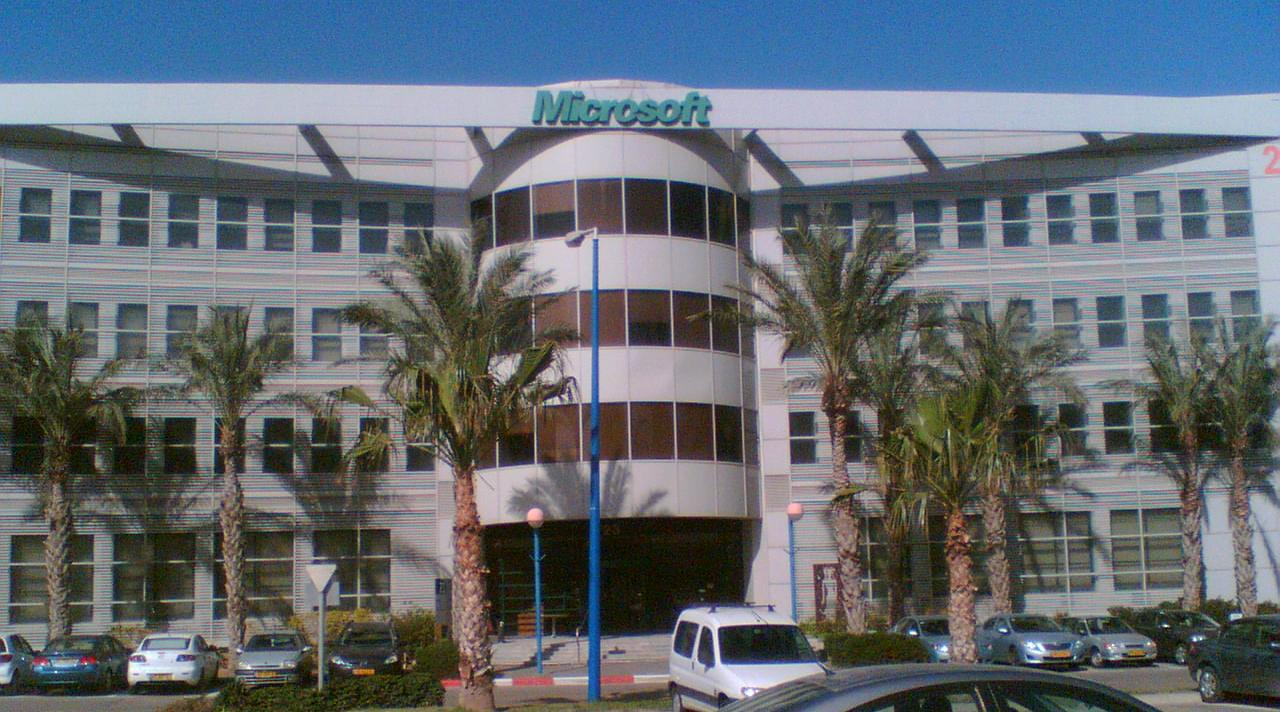
La entrada de Microsoft al campus de Haifa en Matam Park. Microsoft ha desarrollado versiones de sus productos para el mercado de Oriente Próximo.

En 1993, Windows se convirtió en el sistema operativo con interfaz gráfica más extendido del mundo. La revista Fortune Magazine nombró a Microsoft como «la compañía más innovadora de los EE.UU en 1993». Este año también quedó marcado por el final de cinco años de caso de violación del copyright por parte de Microsoft a Apple. Al final se decidió en favor de Microsoft, pero Microsoft tuvo que lanzar Windows for Workgroups 3.11, una nueva versión de la línea de consumo de Windows, y Windows NT 3.1, un sistema operativo servidor, con un núcleo diferente. Como parte de sus estrategia de ampliar su mercado, Microsoft lanzó Microsoft Encarta el 22 de marzo de 1993. La primera enciclopedia diseñada para un ordenador. Poco después fue introducida la marca Microsoft Home, unas nuevas aplicaciones multimedia para Windows 3.x. Microsoft cambió su eslogan en 1994 por el de  "¿Dónde quieres ir hoy?" como parte de un intento publicitario de atraer a los usuarios no muy entendidos con un coste de 100 millones de dólares.
Microsoft continuó con una marcada estrategia de decisiones dirigidas a sus consumidores. La compañía lanzó Microsoft Bob en 1995. Era una interfaz gráfica para usuarios novatos en informática. Suspendido en 1996 por sus bajas ventas, Bill Gates atribuyó su fracaso a que los requerimientos de hardware eran demasiado altos para el usuario típico. Esto convirtió a Microsoft Bob en uno de los fracasos más importantes de Microsoft. DreamWorks SKG y Microsoft formaron una nueva compañía llamada DreamWorks Interactive que se centraba en producir entretenimiento multimedia e interactivo. En 2000 fue adquirida por Electronic Arts. El 24 de agosto de 1995, Microsoft lanzó Windows 95, una nueva versión de su sistema operativo ya producto estrella de la compañía, con una nueva interfaz gráfica que incluía el famoso botón de Inicio. Millones de copias fueron vendidas en los primeros cuatro días posteriores a su lanzamiento.
Windows 95 fue lanzado sin incorporar navegador de Internet porque Microsoft no lo había desarrollado todavía. El éxito de Internet cogió por sorpresa a la compañía y a consecuencia de esto Spyglass lo aprovechó con su navegador Internet Explorer. Spyglass tuvo una larga disputa por los términos del acuerdo con Microsoft en los que esta tenía que pagar derechos de autor por cada copia vendida. Sin embargo, Microsoft no vendió copias de Internet Explorer sino que instantáneamente lo incorporó gratuitamente a su sistema operativo.
Internet Explorer fue incluido por primera vez en Windows 95 Plus! Pack, lanzado en agosto de 1995. En septiembre, el gobierno chino eligió Windows como sistema operativo para ese país. En un acuerdo completo la compañía hizo una versión china estandarizada de su sistema operativo. Microsoft también lanzó Microsoft Sidewinder 3D Pro un joystick que pretendía ampliar el mercado de la empresa en el sector del hardware.

## 1995-1999: Incursión en la Web y otras operaciones
A mediados de los 90, Microsoft empezó a expandir su línea de productos dedicados a las conexiones de redes e Internet. El 24 de agosto de 1995, estrenó su mayor servicio en línea, MSN (Microsoft Network), en directa competición con AOL. MSN llegó a ser un servicio imprescindible para los servicios en línea de Microsoft. También se creó Microsoft Passport (posteriormente llamado Windows Live ID) como el servicio de entrada a todas las webs de MSN. La compañía continuó creando divisiones en nuevos mercados en 1996, empezando una aventura empresarial junto con la NBC para crear un nuevo canal de noticias, MSNBC. El canal empezó a emitir el 15 de julio de 1996 para convertir con un mercado similar de noticias de CNN. Microsoft también lanzó Slate, una revista en línea editada por Michael Kinsley, que ofrecía comentarios políticos y sociales junto con los dibujos Doonesbury. En un intento de la compañía por extenderse por otros mercados, adquirió WebTV, un servicio que ofrecía acceder a la Web desde los televisores. Microsoft ingresó en el mercado de las PDA en noviembre con Windows CE 1.0, un sistema operativo diseñado especialmente para ejecutarse con poca memoria y pocas prestaciones, como los pequeños ordenadores. 1996 vio también el lanzamiento de Windows NT 4.0, que unía la interfaz gráfica de Windows 95 junto con el núcleo NT.
Mientras Microsoft en gran parte falló en su intento de propagarse por Internet a principios de los 90, algunas de sus tecnologías claves en las cuales la compañía estuvo invirtiendo para entrar en el mercado de Internet, empezaron a valer la pena a mediados de los 90. Uno de los ejemplos más destacados fue ActiveX, una aplicación para programación de interfaz construida con el Microsoft Component Object Model (COM), esto permitía a Microsoft y otros incrustar controles en muchos lenguajes de programación, incluido los propios lenguajes de escritura de la compañía, como JScript y VBScript. Active X incluía estructuras para documentos y soluciones de servidor. La compañía también lanzó Microsoft SQL Server 6.5, con el cual se podían construir aplicaciones para Internet. Después en 1997, Microsoft Office 97 e Internet Explorer 4.0 fueron lanzados, marcando el comienzo de la toma de poder en el mercado de los navegadores desbancando a Netscape, y por un acuerdo con Apple Computer, Internet Explorer fue incorporado al sistema operativo de Apple Macintosh además de Windows. Windows CE 2.0, la versión para PDAs de Windows, fue lanzada en este año, habiendo eliminado muchos errores e incorporando nuevos componentes para los usuarios corporativos. En octubre, el Departamento de Justicia acusó a Microsoft de haber violado el acuerdo de 1994 por el cual no podía incluir Internet Explorer en Windows.
El año 1998 fue significativo para la historia de Microsoft, con Bill Gates designando a Steve Ballmer como presidente de Microsoft pero permaneciendo en la presidencia y en CEO. La compañía lanzó una actualización de su versión para clientes de Windows, Windows 98. Windows 98 vino con Internet Explorer 4.0 SP1 (que incluía Windows Desktop Update), e incluyó características de Windows 95 OSR2 como el sistema de archivos FAT32 y características únicas de Windows 98 como el soporte USB y DVD. Microsoft creó una sede en la India que se convirtió en la segunda más grande de la compañía después de la de EE. UU.. Finalmente un gran acuerdo sobre la controversia ocurrió cuando una serie de memorias internas de la compañía se filtraron a Internet. Estos documentos, coloquialmente llamados "Documentos de Halloween", fueron divulgados extensamente por los medios. Estos comentan con detalle las amenazas que el software libre o abierto perjudican al software propio de Microsoft, expresado previamente principalmente por los analistas y los abogados del software abierto. Los documentos también se refieren a las acciones legales contra Linux así como otro software libre. Mientras que Microsoft reconoce los documentos, demanda que se dirigían simplemente a estudios. A pesar de esto, sin embargo, algunos creen que estos estudios fueron utilizados como verdaderas estrategias de la compañía.

## 2000-2005: Cuestiones legales, XP, y .NET
Microsoft, en 2000, publicó nuevos productos para las tres líneas del sistema operativo insignia de la compañía, y vio el principio del fin de sus casos legales más prominentes. El 17 de febrero de 2000, Microsoft publicó una actualización de su línea comercial de software con Windows 2000, que algunos consideraron una mejora significativa sobre versiones anteriores. Esto proporcionó una estabilidad similar a la de sus equivalentes Unix debido al uso del núcleo de Windows NT, y la inclusión de rasgos encontrados en la línea para hogares del sistema operativo, incluso se incluyó un emulador de DOS que podría dirigir muchas aplicaciones de DOS heredadas. El 3 de abril de 2000, un juicio fue pasado en los Estados Unidos. Microsoft, llamando la compañía "un monopolio abusivo" y obligando la compañía a dividirse en dos unidades separadas. La parte de este fallo fue volcada más tarde por un tribunal de peticiones federales, y finalmente colocada con el Ministerio de Justicia estadounidense en 2001. El 15 de junio de 2000 la compañía también publicó una nueva versión de su sistema operativo portátil, Windows Mobile. El cambio principal era la nueva programación APIs del software. Las versiones anteriores del Windows Mobile apoyó solo un pequeño subconjunto del WinAPI, la biblioteca de desarrollo principal para el Windows, y con la Versión 3 del Windows Mobile, el sistema operativo ahora apoyaron la casi toda la funcionalidad principal del WinAPI. La actualización a la línea de consumidor, Windows Me (o Windows Millennium Edition), fue publicada el 14 de septiembre de 2000. Este soportaba varios nuevos rasgos, como capacidades multimedia realzadas y opciones de mantenimiento de ordenador personal orientadas por el consumidor, pero a menudo es considerado como una de las versiones peores del Windows debido a problemas de instalación y otras cuestiones.

## Microsoft durante la crisis económica
En el primer trimestre, Microsoft tuvo unos ingresos de 13 650 millones de dólares –una caída del 6 % comparado con el mismo trimestre del 2008– y ganancias netas de 2980 millones, o 33 centavos por acción –un 32 % menos que el mismo trimestre del 2008–, esto incluía un cargo de 420 millones por pérdidas en inversiones y un cargo de 290 millones en pagos de indemnización relacionados con despidos. Windows cayó un 16 % –3400 millones comparado con el primer trimestre del año anterior– debido a la menores ventas de PC y a los pocos ingresos que puede hacer con los netbooks. Comparado con el primer trimestre anterior, los ingresos de los servidores y herramientas crecieron un 7 % –3,7 mil millones–; los juegos tuvieron una caída de 2 % –1,57 mil millones–; las oficinas y empresas una caída de 5 % –4,51 mil millones– e Internet una caída de 14 % –0,72 mil millones–.

### Acuerdo entre Yahoo! y Microsoft
Para derrocar al gigante de las búsquedas, Google, Yahoo! y Microsoft anunciaron un acuerdo de búsquedas de 10 años. En este acuerdo, Microsoft recibirá un permiso exclusivo de una década para usar las tecnologías de búsqueda de Yahoo!, y también podrá ocupar la de Yahoo! para sus propias plataformas de búsqueda. Mientras tanto, Bing será el motor de búsqueda exclusivo de los sitios de Yahoo!. Sin embargo, no significa que la búsqueda realizada en Yahoo! se redirija a Bing. Yahoo! de todos modos poseerá su experiencia de usuario en sus propiedades, incluida la búsqueda, pero los usuarios verán una nota que diga "Powered by Bing" en el fondo de los resultados de búsqueda. Cabe destacar que Microsoft quiso comprar Yahoo!, pero no pudo porque Yahoo! no lo aceptó.

### Fechas importantes de Microsoft
- 1983

.
- 1985	Microsoft Windows 1.0 se introdujo el 20 de noviembre de 1985 e inicialmente se vendió por $100.00.
- 1987	Microsoft Windows 2.0 fue lanzado el 9 de diciembre de 1987 e inicialmente se vendió por $100.00.
- 1987	Microsoft Windows/386 o Windows 386 se introduce el 9 de diciembre de 1987 e inicialmente se vendió por $100.00.
- 1988	Microsoft Windows/286 o Windows 286 se introduce en junio de 1988 e inicialmente se vendió por $100.00.
- 1990	Microsoft Windows 3.0 fue liberado el 22 de mayo de 1990. Microsoft Windows 3.0 fue la versión completa a un precio de 149.95 dólares y la versión de actualización tuvo un precio de $79.95.
- 1991	Tras su decisión de no desarrollar los sistemas operativos en cooperación con IBM, Microsoft cambia el nombre de OS / 2 a Windows NT .
- 1991	Microsoft Windows 3.0 o Windows 3.0a con multimedia fue lanzado en octubre de 1991.
- 1992	Microsoft Windows 3.1 fue lanzado abril de 1992 y vende más de un millón de copias en los primeros dos meses de su lanzamiento.
- 1992	Microsoft Windows para Trabajo en Grupo 3.1 fue lanzado en octubre de 1992.
- 1993	Microsoft Windows NT 3.1 fue publicada el 27 de julio de 1993.
- 1993	Microsoft Windows 3.11 , una actualización de Windows 3.1 se libera el 31 de diciembre de 1993.
- 1993	El número de usuarios con licencia de Microsoft Windows ahora asciende a más de 25 millones.
- 1994	Microsoft Windows para Trabajo en Grupo 3.11 fue lanzada en febrero de 1994.
- 1994	Microsoft Windows NT 3.5 fue lanzado el 21 de septiembre de 1994.
- 1995	Microsoft Windows NT 3.51 fue lanzado 30 de mayo de 1995.
- 1995	Microsoft Windows 95 fue lanzado el 24 de agosto de 1995 y vende más de un millón de copias en 4 días.
- 1996	Microsoft Windows NT 4.0 fue lanzado el 29 de julio de 1996.
- 1996	Microsoft Windows CE 1.0 fue publicada en noviembre del año 1996.
- 1997	Microsoft Windows CE 2.0 fue publicada en noviembre de 1997.
- 1998	Microsoft Windows 98 fue lanzado en junio de 1998.
- 1998	Microsoft Windows CE 2.1 fue publicada en julio de 1998.
- 1998	En octubre de 1998 Microsoft anunció que las futuras versiones de Microsoft Windows NT ya no tendría las iniciales de NT y que la próxima edición sería de Windows 2000.w
- 1999	Microsoft Windows 98 SE (Segunda Edición) fue puesto en libertad 5 de mayo de 1999.
- 1999	Microsoft Windows CE 3.0 se publicó en 1999.
- 2000	El 4 de enero en el CES de Bill Gates "William Henry Gates III" anuncia la nueva versión de Windows CE se llamará Pocket PC.
- 2000	Microsoft Windows 2000 fue lanzado 17 de febrero de 2000.
- 2000	Microsoft Windows ME (Millennium) dio a conocer el 19 de junio de 2000.
- 2001	Microsoft Windows XP se libera el 25 de octubre de 2001.
- 2001	Microsoft Windows XP 64-Bit Edition (versión 2002) para los sistemas Itanium es lanzado el 28 de marzo de 2001.
- 2003	Microsoft Windows Server 2003 es lanzado el 28 de marzo de 2003.
- 2003	Microsoft Windows XP 64-Bit Edition (versión 2003) para los sistemas Itanium 2 es lanzado el 28 de marzo de 2003.
- 2003	Microsoft Windows XP Media Center Edition 2003 es lanzado el 18 de diciembre de 2003.
- 2004	Microsoft Windows XP Media Center Edition 2005 es lanzado el 12 de octubre de 2004.
- 2005	Microsoft Windows XP Professional x64 Edition se lanza el 24 de abril de 2005.
- 2005	Microsoft anuncia su próximo sistema operativo, cuyo nombre en código "Longhorn" se llamará Windows Vista el 23 de julio de 2007.
- 2006	Microsoft lanza Microsoft Windows Vista para empresas el 30 de noviembre de 2006.
- 2007	Microsoft lanza Microsoft Windows Vista y Office 2007 para el público en general el 30 de enero de 2007.
- 2009	Microsoft lanza Windows 7 el 22 de octubre de 2009.
- 2012	Microsoft lanza Windows 8 el 26 de octubre de 2012. (Disponible también para tabletas: Windows 8 RT)
- 2013	Microsoft lanza Windows 8.1 el 18 de octubre de 2013, la gran mejora de Windows 8, enfocada más en usuarios de ratón y teclado que en los de tableta y teléfonos.
- 2015       Microsoft inicia la preventa y prueba de Windows 10 en julio de 2015
- 2015	Microsoft lanza Windows 10 el 29 de julio de forma gratuita mediante una actualización para Windows 8, Windows 8.1 y Windows 7
- 2018       Microsoft lanza Windows Server 2019 para Tabletas y Celulares de la época lanzado el 2 de septiembre del 2018...
- 2021 Microsoft lanza Windows 11 el 5 de octubre de forma gratuita a los usuarios de Windows 10